# Amelioratie
Amelioratie is het verschijnsel dat een woord met een negatieve of neutrale betekenis, zodanig van connotatie verandert dat de gevoelswaarde juist gunstig wordt, of althans gunstiger (Lat. melior, "beter" en Frans "améliorer", "beter maken".).
Amelioratie is daarmee het tegenovergestelde van pejorisatie.

## Voorbeelden
- Aangenomen wordt dat het woord kajuit is afgeleid van het Franse cahute, dat "slechte hut" betekende (al bestaan er ook andere opvattingen over de herkomst). De negatieve betekenis is in het Nederlands verdwenen.
- Het woord maarschalk betekende in het Middelnederlands "paardenknecht" (maar is "paard" (verwant met "merrie"), schalk "dienaar, knecht" (waarvan nu nog "schalks")), tegenwoordig "officier van zeer hoge rang".
- Het woord ijver betekende vroeger "afgunst", zoals nog in "na-ijver" en het verouderde "ijverzucht"; tegenwoordig is het een begrip met gunstige betekenis.
- De woorden vreselijk en verschrikkelijk hebben van oorsprong een ongunstige betekenis; "vrees-" of "schrikaanjagend". Die betekenis is er nog als zij worden gebruikt als bijvoeglijk naamwoord:

Jullie hebben ook wel een vreselijke/verschrikkelijke tijd achter de rug!
Maar worden ze als bijwoord gebruikt, dan hebben ze vaak een neutrale, versterkende betekenis:
Ze hadden verschrikkelijk hard gelachen.

## Geuzennaam
Soms wordt een maatschappelijke groepering door anderen met een ongunstige benaming aangeduid. Die groepering neemt dan soms zelf die benaming over. Het doel is de ongunstige connotatie te neutraliseren of positief te maken. In dat geval wordt gesproken van een geuzennaam.